# Eucriptita
En Mineralogía, Eucriptita es un ortosilicato de aluminio y litio correspondiente a la nefelina o silicato triple de aluminio, sodio y potasio, y aun cuando esta trifana constituya una bien determinada especie mineralógica, es a su vez producto de la mezcla o asociación de varios silicatos, y solo así se entiende como contiene lo menos alumina, potasa, sosa, litina, cal, óxido ferroso y óxido manganeso, y perdiendo muchos de los citados cuerpos es como se ha generado luego la eucriptita, en cuyo mineral faltan sobre todo la cal y los dos últimos óxidos metálicos, y, no obstante, todavía es cuerpo complicado el doble silicato de aluminio y litio exento de los demás álcalis determinados en su generador.
Se produce como un producto secundario de la alteración de la espodumena. Fue descrita por primera vez en 1880 por una occurrencia  en su localidad tipo,  Branchville, Connecticut.  Su nombre deriva del griego 'bien oculto', por su ocurrencia típica incrustado en albita.

## Opiniones de Dana y Brush
Algunas opiniones de James Dwigth Dana y George Jarvis Brush, vertidas en su obra conjunta A system of mineralogie: ..., New York: Wiley, 1885, 827 páginas, las siguientes:
- Parece que se trata de un producto de descomposición de la trifana
- Complicadísimo silicato la trifana de composición muy variable, en cuyo mineral hay siempre litina en proporciones variables, nunca inferiores al 5%
- Otros silicato doble de aluminio y litio la petalita

## Experimentos de Hautefeuille
Productos de cierta analogía fueron obtenidos por vía sintética en notables experimentos debidos al  químico y mineralogista Paul Hautefeuille (1836-1902), y el procedimiento que utilizó fue el siguiente: se reduce a calentar mezclas de ácido silíceo, sesquióxido de aluminio y vanadato de litio:
- Calentando la cantidad correspondiente a 5 equivalentes de ácido silícico y un de alumina con exceso de vanadato de litio, se producen rarísimos cristales, los cuales son octaedros de base cuadrada.
- Operando con seis equivalentes de sílice, uno de alumina y exceso de vanadato o volframato ( véase volframio ) de litio, se consigue un cuerpo por muchos conceptos referible a la ortosa.
- Ambos cuerpos, sin ser la eucriptita, con ella se relacionan.